# Блайтски инталии
Блайтски фигури, на английски: Blythe Intaglios са група геоглифи – гигантски фигури, изобразени върху земята в близост до съвременния град Блайт, щата Калифорния.
Предполага се, че фигурите са на възраст между 450 и 2000 години. Според преданията на съвременните обитатели на долината на река Колорадо индианците мохаве и квечани, човешките фигури изобразяват създателя на всичко живо Мастамбо, а животинските фигури – Хатакула, един от двамата пумо-човеци, които са помагали за сътворяването на света.
Фигурите са открити случайно от пилот, прелитащ от Лас-Вегас към Блайт през 1932 година. След съобщението му паметниците са изследвани от Артър Удуърт, професор по история и антропология от Лосанджелиския музей за естествена история. 